# عبد الحق بن صالح
عبد الحق بن صالح مواليد 25 أبريل 1990، هو لاعب كرة يد تونسي يلعب كوسط مدافع. مثل منتخب تونس لكرة اليد.

## سجل المنافسة
شارك في البطولات التالية:
- بطولة العالم لكرة اليد للرجال 2015